# إكس - موتو
X-Moto (إكس - موتو) هي لعبة مجانية حرة المصدر طورت لتعمل على منصات لينكس وفري بي إس دي ومايكروسوفت ويندوز وماك أوس بأبعاد ثنائية، تلعب الفيزياء دوراً هاماً في تصميم اللعبة، بدأ المشروع في عام 2005، ومع بداية عام 2013 ارتفع عدد المستويات في اللعبة إلى 2985 مرحلة يقوم بتصميمها المشاركين باللعبة، والعدد قابل للارتفاع.

## كيفية اللعب
في هذه اللعبة ينطلق اللاعب بدراجة نارية من نقطة معينة بهدف جمع أشياء يحددها المستوى (عادةً ما تكون فاكهة الفراولة) يرمز لها بنقطة حمراء في الشكل البسيط للعبة، وينطلق اللاعب بهدف الوصول إلى نقطة محددة أيضاً يحددها مصمم المستوى (وعادةً ما تكون زهرة) ويرمز لها بنقطة خضراء في الشكل البسيط للعبة، وفي أثناء انطلاقه يجب عليه تجنب العقبات وعدم اصطدام الرأس بالحيطان أو الحجارة وغير ذلك وإن حدث ذلك تفشل محاولته، أما بالنسبة لباقي الجسد والدراجة فإن الحجارة والأجسام لا تؤثر عليهما باستثناء العجلتين، وهناك شكل آخر بمجرد اصطدام أي جزء به يؤدي إلى الفشل ويرمز له بنقطة زرقاء في الشكل البسيط للعبة.

## وظيفة مفاتيح التحكم
Up ||| الانطلاق
Down ||| المكابح
Right ||| تحريك الدراجة لأسفل
Left ||| تحريك الدراجة لأعلى
Enter ||| إعادة اللعبة
space ||| عكس اتجاه الدراجة (شرق أو غرب)
ُEsc ||| توقف، أو إظهار القائمة
Page down \ Page up ||| الانتقال أو الرجوع إلى مستوى آخر
F1 ||| مساعدة
F2 ||| إظهار شبح السائق للرقم القياسي المسجل، أو أفضل رقم حققته، أو أفضل رقم مسجل في الكمبيوتر.
F3 ||| إضافة المستوى إلى تصنيف "المستويات المفضلة"
F7 ||| تشغيل الــ Fps
F8 ||| الاتصال بالإنترنت
F9 ||| إظهار الشكل البسيط للعبة (Ugly mode)
Theme mode ||| F10
Ugly over mode ||| F11
F12 ||| التقاط صورة
Ctrl + M ||| عكس الصورة
Ctrl + B ||| إضافة المستوى إلى القائمة السوداء
Ctrl + S ||| تشغيل الصوت

## روابط خارجية
- إكس - موتو على موقع Free Software Directory (الإنجليزية)
- إكس - موتو على موقع SourceForge (الإنجليزية)